# Askarträsk
Askarträsk är en sjö på Åland. Den ligger huvudsakligen i Saltviks kommun men en mindre del i öster hör till Sunds kommun. Askarträsk ligger 3,2 meter över havet. Arean är 11,5 hektar och strandlinjen är 1,7 kilometer lång. Sjön  ingår i Skärgårdshavets kustområde, Åland. 
Genom mindre vattendrag avvattnar Askarträsk sjön Kolmilan 700 meter i norr och rinner ut i Sonröda träsk 300 meter söder om sjön.